# Recherswil
Recherswil (toponimo tedesco) è un comune svizzero di 2 009 abitanti del Canton Soletta, nel distretto di Wasseramt.

## Geografia fisica
Situato nella pianura tra il fiume Emme e il fiume Oesch.

## Monumenti e luoghi d'interesse
- Cappella di San Giuseppe, di culto cattolico[3], è stata donata dalla signora Diessbach di Berna e costruita nel 1715 circa[3] (secondo altra fonte nel 1774[2]). La piccola campana originaria è stata trasportata con un carro a rastrelliera da Zurigo a Recherswil[3]. Un sellaio di nome Xavier Strähl si sarebbe occupato della raccolta del denaro necessario per la campana[3].